# Боґуслав Ковальський
Боґуслав Ковальський (пол. Bogusław Kowalski; нар. 23 жовтня 1964, Мірче) — польський політичний діяч, історик, журналіст і публіцист. Депутат Сейму 5-го та 6-го скликань, державний секретар Міністерства транспорту з 2006 по 2007 рік, колишній голова Національно-демократичної партії, Національної партії та Народного національного руху. У 2016-2018 роках — голова правління компанії TK Telekom.

## Біографія
У 1987 році закінчив історичний факультет Варшавського університету, а в 1992 році — докторантуру цього ж університету. У 1988-1992 роках був асистентом у науковому відділі Центрального управління державних архівів. У 1992 році працював у редакції «Нового Світу». У 1993-1997 роках був головним редактором журналу «Myśl Polska». Потім став головою програмної ради журналу. Одночасно працював на Радіо Нєпокалянув. Член польського гімнастичного товариства «Сокіл».
У 1980-х роках був активним членом Польської католицької соціальної асоціації. У 1983-1987 роках очолював регіональні структури Польського католицького соціального об'єднання. У 1987-1990 роках був членом Незалежної студентської спілки. З 1991 по 1999 рік був членом Національно-демократичної партії. Фактично очолював НДП, головою якої був Ян Томаш Замойський. Перед президентськими виборами 1995 року був речником штабу Леха Валенси, а згодом став речником руху«Солідарні у виборах». У 1998 році став президентом НДП, а в 1999 році очолив Національну партію, утворену в результаті об'єднання НП і НДП. Перед президентськими виборами 2000 року був керівником штабу Тадеуша Вілецького. Він безуспішно балотувався до парламенту в 1991 році від Національного виборчого комітету, в 1993 році від Безпартійного блоку підтримки реформ, а в 1997 і 2001 роках від Польської народної партії.
У травні 2001 року став співзасновником Ліги польських родин. До січня 2002 року був головою з'їзду ЛПР. Він також керував партійними структурами, зокрема, в Мінському повіті та Мазовецькому воєводстві. З 2002 по 2005 рік був депутатом Мазовецького сейму і членом правління, а згодом заступником маршалка воєводства. Водночас він очолював Центрально-Віслинську раду і був віцепрезидентом Європейської мережі хімічних регіонів. У 2004 році безуспішно балотувався до Європейського парламенту за списком Ліги польських родин, а у 2005 році був обраний депутатом на 5-й термін від округу Седльце з 6274 голосами. До травня 2006 року очолював Комітет з питань інфраструктури.
Згідно з каталогами, опублікованими Інститутом національної пам'яті, у 1987 році Боґуслав Ковальський був зареєстрований Службою безпеки під псевдонімом «Мечислав». У 2008 році Інститут національної пам'яті оголосив, що після аналізу архівних матеріалів не знайшов підстав ставити під сумнів його люстраційну декларацію, в якій політик заперечував співпрацю зі спецслужбами Польської Народної Республіки.
У 2006 році вийшов з ЛПР і став співзасновником Національного парламентського кола, головою якого став. 22 вересня 2006 року приєднався до створеного тоді парламентського клубу Народного національного руху, який розпався в грудні того ж року. Він також став головою Польської спілки місцевого самоврядування. З 18 грудня 2006 року був членом парламентського клубу Народного християнського руху. У 2007 році очолив партію «Народний національний рух», співзасновниками якої є депутати ННХ. З 23 травня 2006 року по 23 листопада 2007 року був державним секретарем Міністерства транспорту. На парламентських виборах 2007 року вдруге здобув депутатський мандат, балотуючись за списком партії «Право і справедливість» і отримавши 7259 голосів виборців. У січні 2011 року перейшов з ННР до партії «Право і справедливість». На парламентських виборах того ж року безуспішно балотувався за списком партії (набравши 5196 голосів). У 2012 році на з'їзді Польської морської та економічної асоціації імені Євґеніуша Квятковського був обраний президентом організації.
З 2012 по березень 2015 року був експертом, директором, а потім одним з партнерів Групи економічних радників TOR. 11 грудня 2015 року був номінований Міністром інфраструктури та будівництва на посаду президента Польської державної залізниці. Він подав у відставку з цієї посади 13 грудня 2015 року після звинувачень у ЗМІ у співпраці зі Службою безпеки. 10 листопада 2016 року став президентом залізничної компанії TK Telekom, яку обіймав до 2018 року. У 2020 році став головою правління залізничної компанії Olkol з Олесниці.